# Maria Röhl
Maria Christina Röhl (Stoccolma, 26 luglio 1801 – Stoccolma, 5 luglio 1875) è stata una pittrice e miniaturista svedese.
È stata attiva come ritrattista delle persone più famose in Svezia nella prima metà dell'Ottocento. Alcuni suoi dipinti sono esposti al Nationalmuseum di Stoccolma, mentre altri (circa 1800) sono custoditi presso la Biblioteca nazionale svedese. Era membro della Reale Accademia delle Belle Arti dal 1843 e ritrattista ufficiale della corte reale.

## Biografia
Maria Röhl nacque a Stoccolma in una famiglia benestante. Era la figlia dell'agente consolare Jacob Röhl e di Maria Christina Kierrman e sorella dell'educatrice Gustafva Röhl (1798–1848).
Iniziò a lavorare come istitutrice dopo la morte dei genitori, avvenuta 1822. Ricevette una prima formazione artistica dall'architetto e artista Alexander Hambré. Successivamente imparò il disegno dal professore e incisore su rame Christian Forssell, che le insegnò a realizzare ritratti rapidi e realistici in piombo e gesso.
Iniziò a disegnare gli amici della famiglia Forsell, dove viveva, e presto divenne di moda nell'alta società essere ritratta da "mamsell Röhl", che riuscì così a mantenersi come artista. Ricevette molte commissioni da persone che non potevano pagare per essere dipinte ad olio. Disegnò un gran numero di famosi svedesi dell'epoca, sia aristocratici che attori. Maria Röhl dipinse a olio, sebbene la maggior parte dei suoi lavori sia costituita da disegni a piombo e gesso.
Nel 1843 Röhl fu nominata pittrice di corte e dal 1843 al 1846 studiò a Parigi con il ritrattista Léon Cogniet all'École des beaux-arts. Dopo il suo ritorno, fondò il suo studio a Brunkebergstorg a Stoccolma. Durante i suoi ultimi anni si dovette scontrare con l'ascesa della fotografia, diventata una dura rivale dei suoi ritratti. Morì a Stoccolma.

## Galleria d'immagini

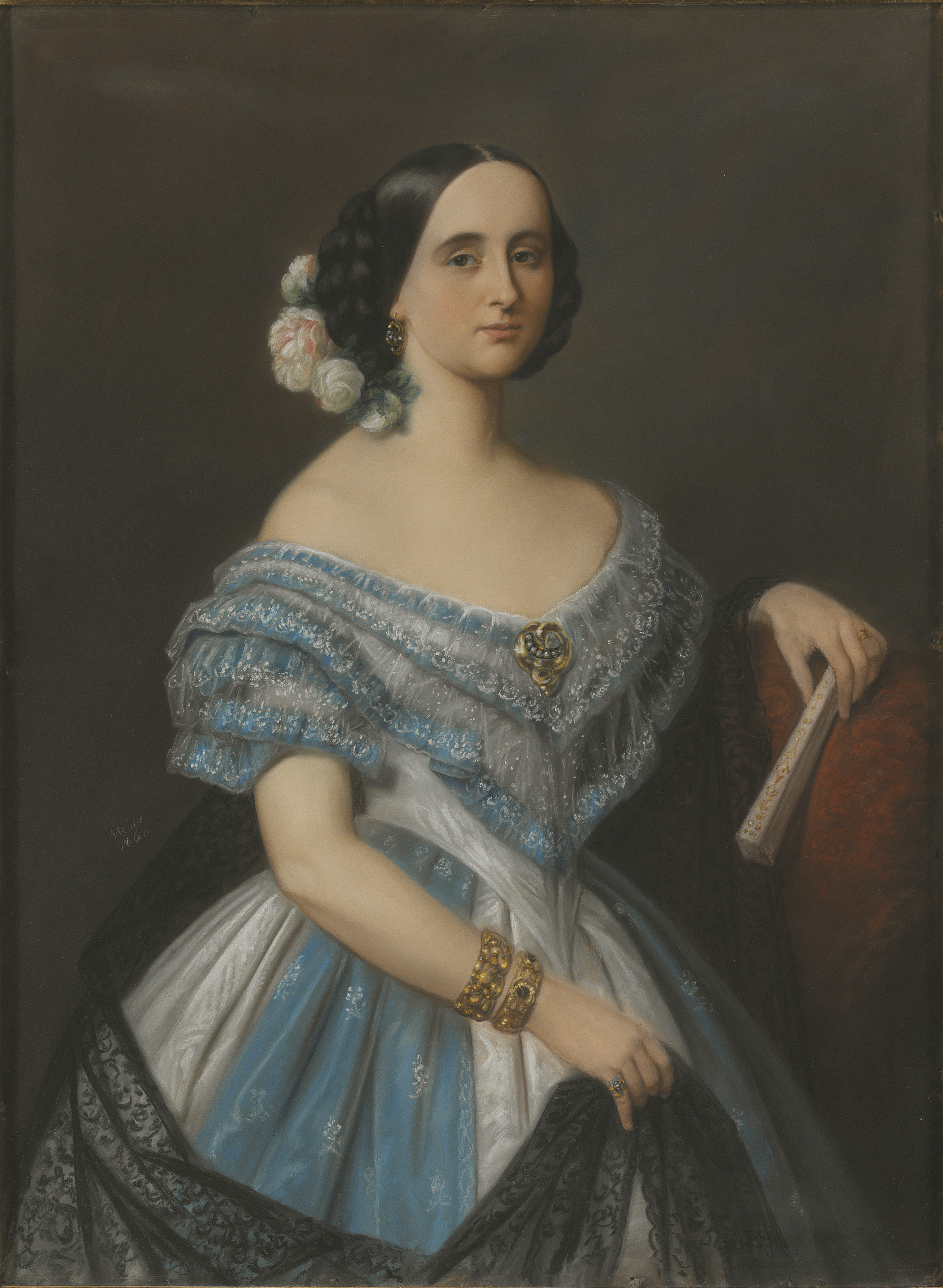
La cantante d'opera Julie Berwald
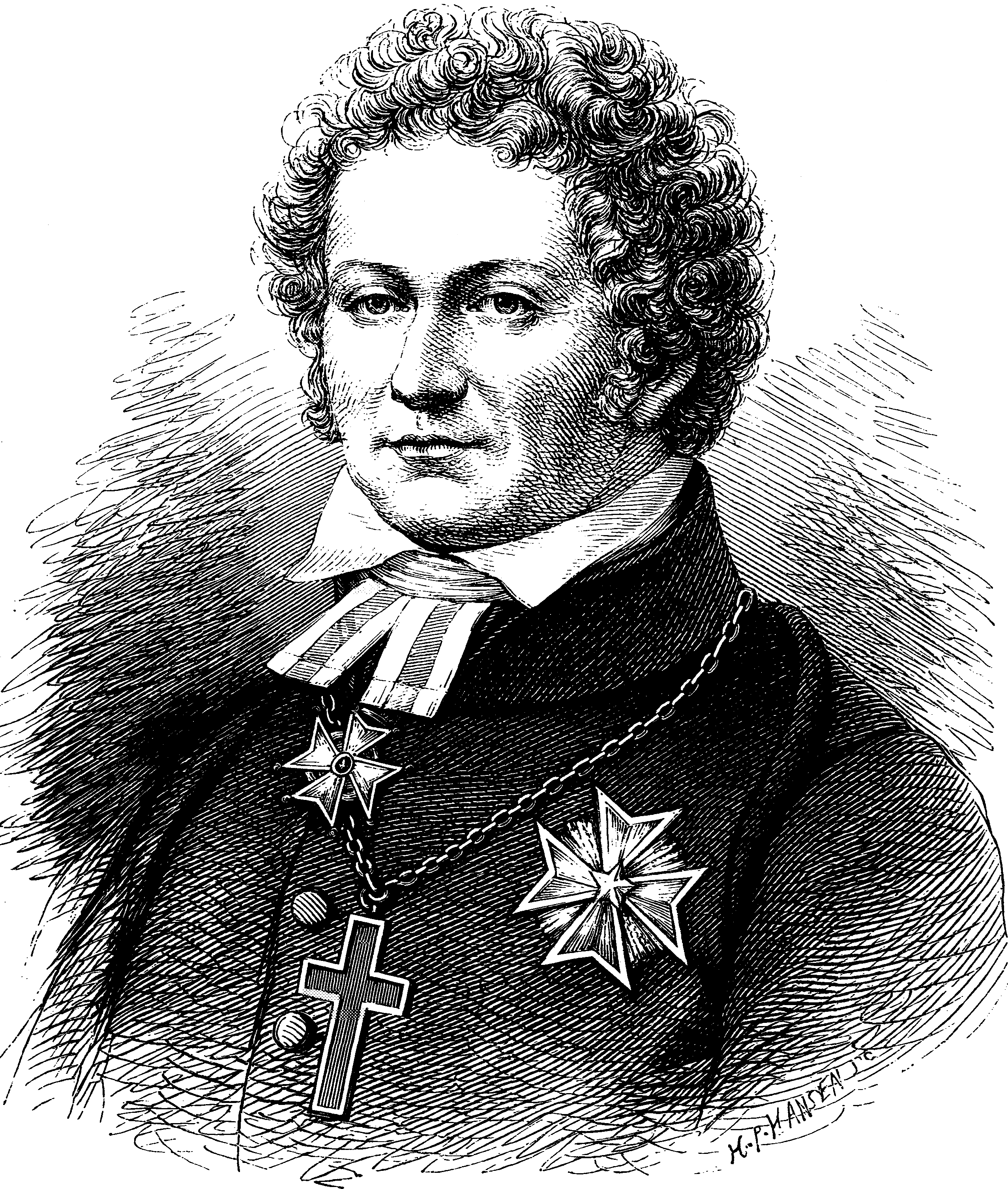
Il poeta Esaias Tegnér (1829)
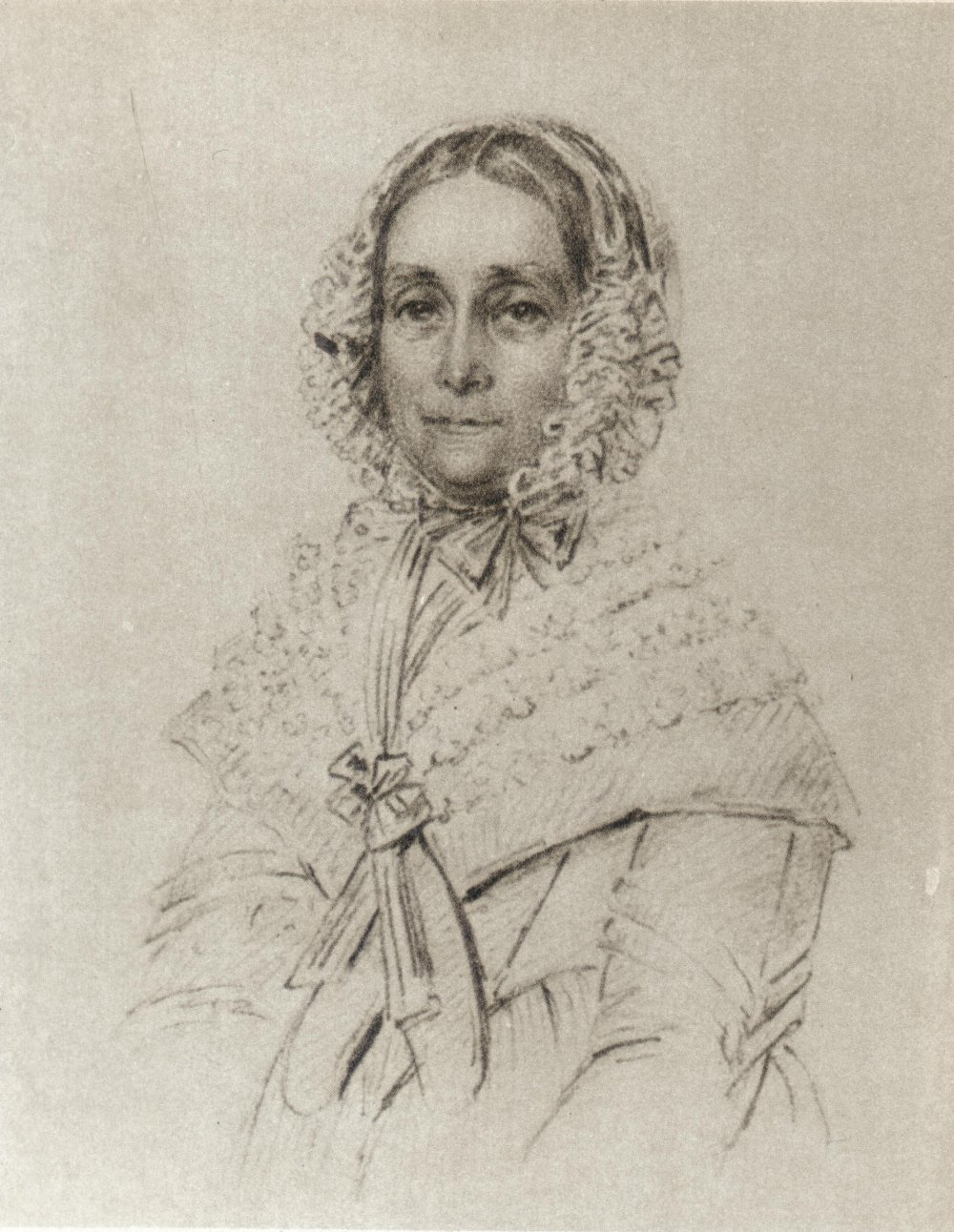
La scrittrice Malla Silfverstolpe (1843)
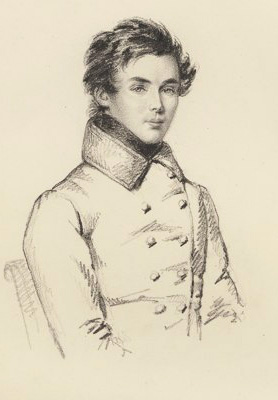
Il litografo Johan Cardon
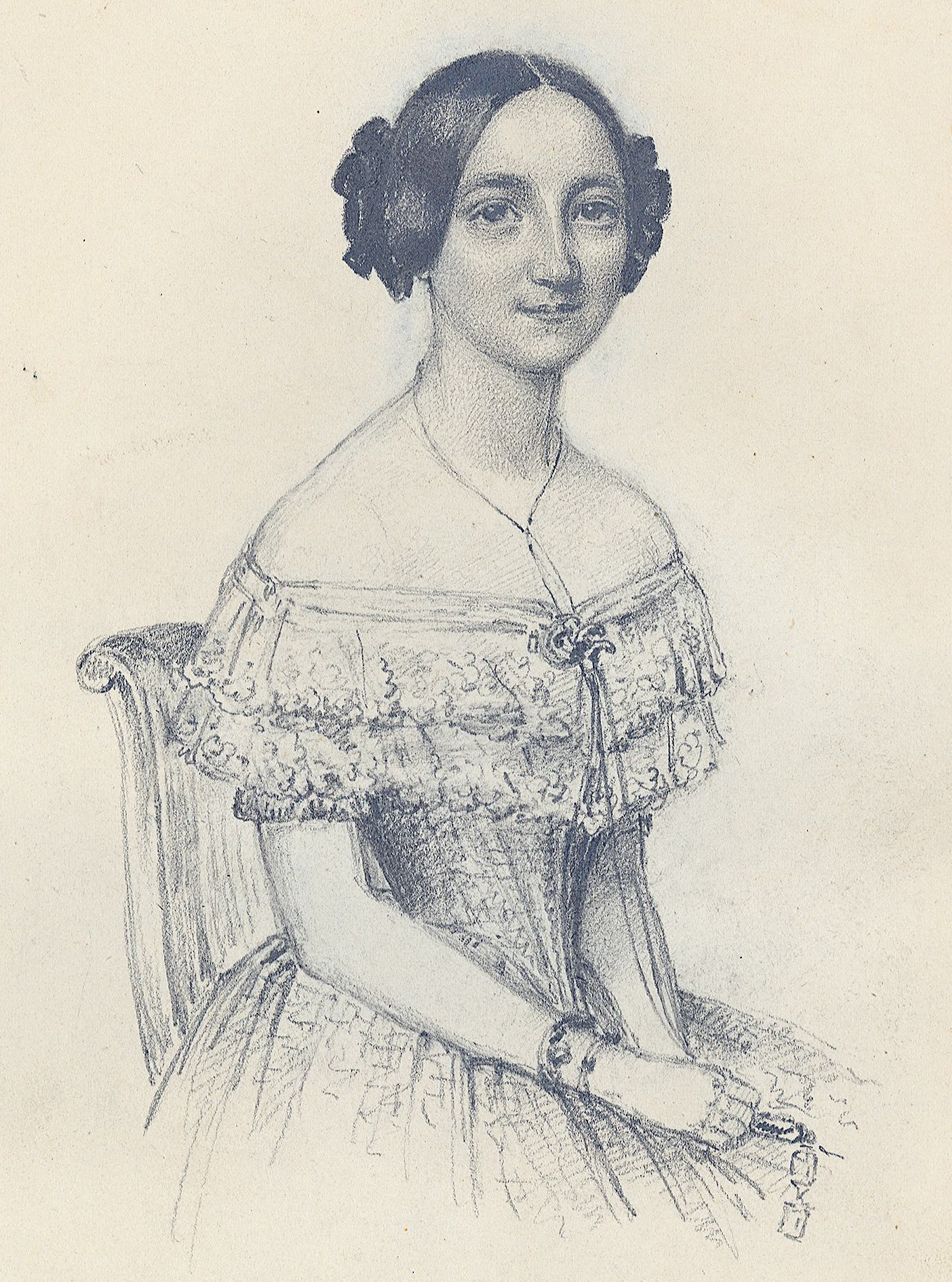
La soprano Wilhelmina Fundin (1842)
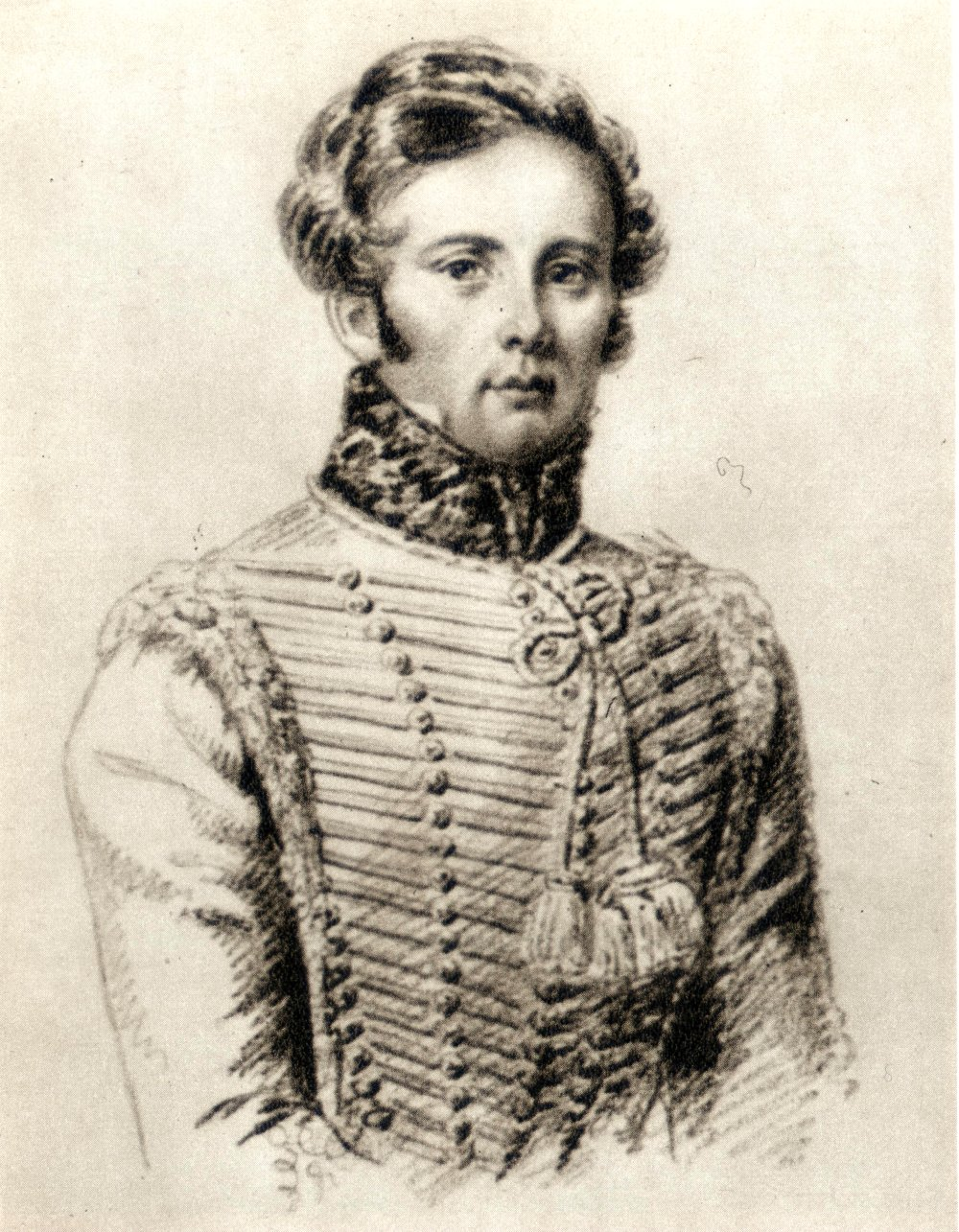
Il conte governatore Jakob Essen Hamilton (1834)
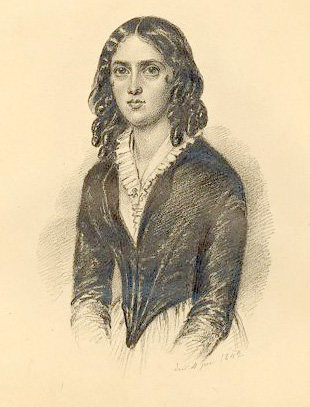
La scrittrice Wendela Hebbe (1842)
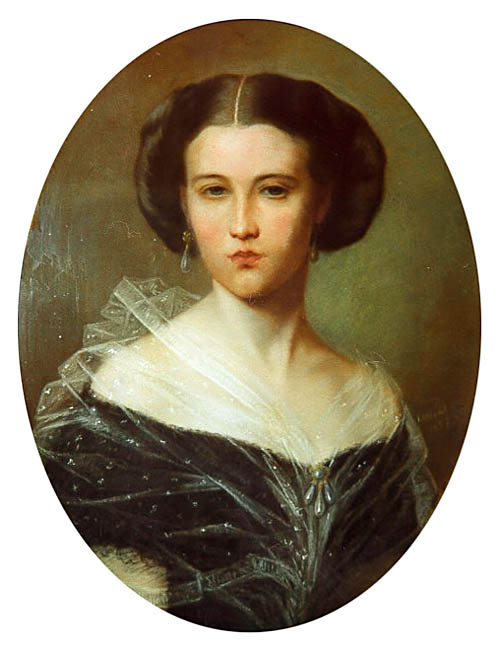
Ida Cardon (1857)
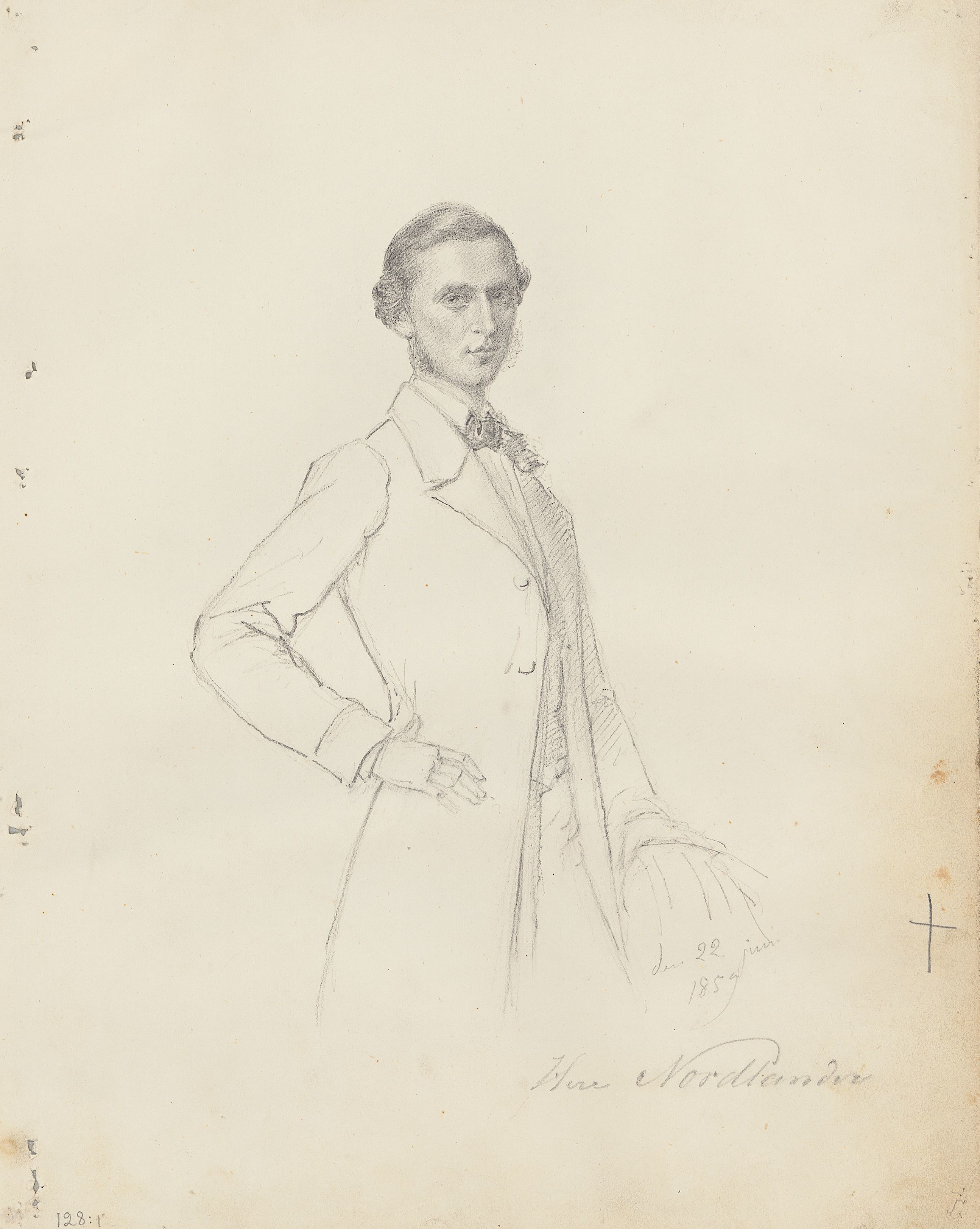
Il tenente colonnello dell'esercito svedese Daniel Nordlander (1859)